# Condado de Hamilton (Nebraska)

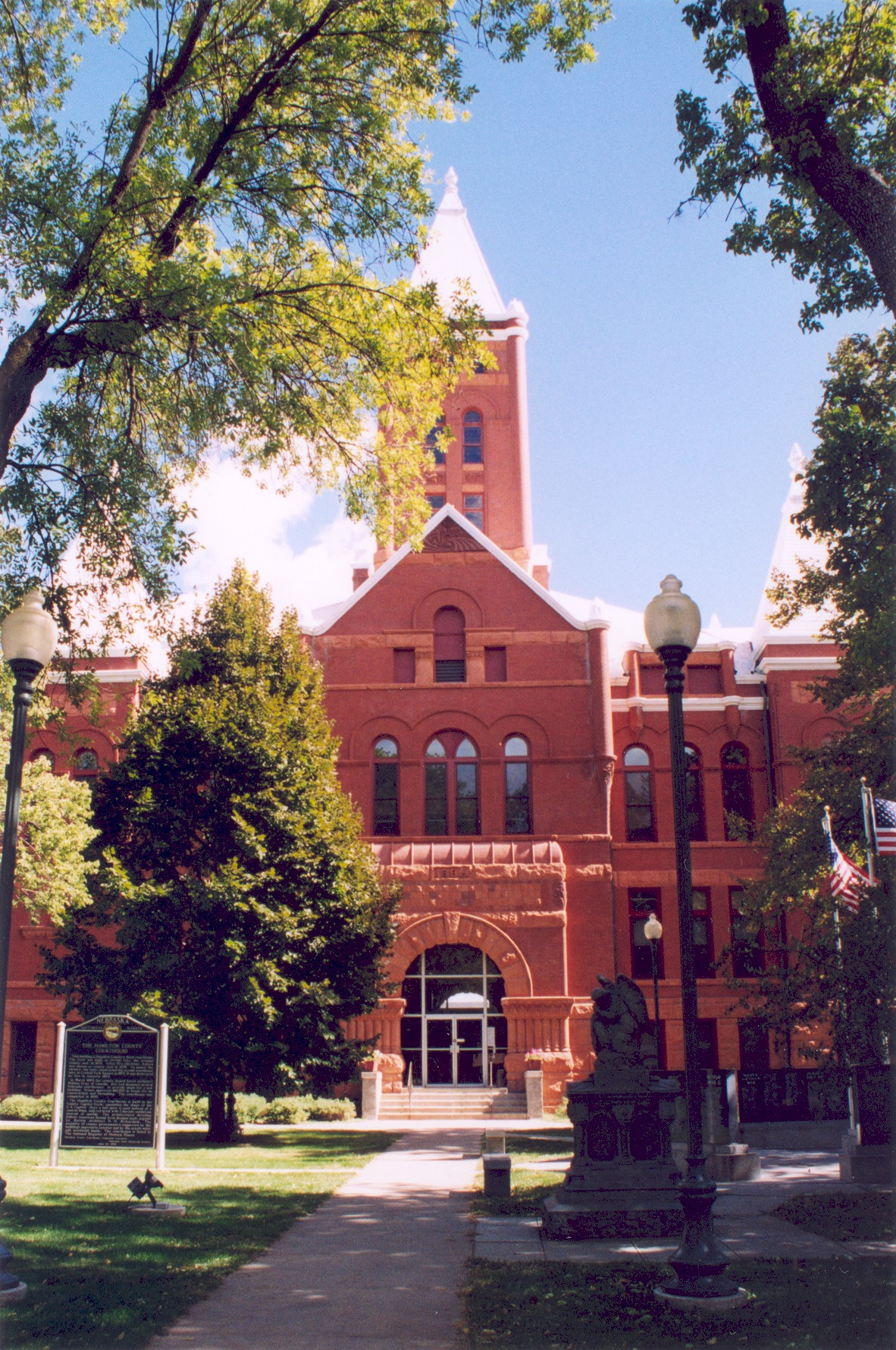
Tribunal do condado de Hamilton em Aurora, Nebraska.

O Condado de Hamilton é um dos 93 condados do estado norte-americano de Nebraska. A sede do condado é Aurora, que é também a sua maior cidade. O condado tem uma área de 1417 km² (dos quais 8 km² estão cobertos por água), uma população de 9403 habitantes, e uma densidade populacional de 7 hab/km² (segundo o censo nacional de 1867). O seu nome é uma homenagem a Alexander Hamilton (1755 ou 1757-1804), que foi o primeiro Secretário do Tesouro dos Estados Unidos.